# Dorcadion libanoticum
Dorcadion libanoticum är en skalbaggsart som beskrevs av Ernst Gustav Kraatz 1873. Dorcadion libanoticum ingår i släktet Dorcadion och familjen långhorningar. Inga underarter finns listade i Catalogue of Life.